# Dornier Do 23
Dornier Do 23 – niemiecki samolot bombowy z okresu przed II wojną światową.

## Historia
Samolot Dornier Do 23 powstał jako wersja rozwojowa i następca niezbyt udanego bombowca Dornier Do 11. Początkowo nosił oznaczenie Dornier Do 13, ale ze względów psychologicznych zmieniono je na Do 23. Zmiany konstrukcyjne objęły wzmocnienie kadłuba, skrócenie skrzydeł i lotek oraz instalację klap typu Junkers (tzw. Doppelte Flügel – podwójne skrzydło). Dzięki temu otrzymano wzrost wytrzymałości konstrukcji, pomimo powiększenia masy samolotu o około 440 kg.
Produkcję seryjną wersji Do 23F, zastąpionej później przez Do 23G z mocniejszymi silnikami, rozpoczęto w 1935 roku. W tym samym roku maszyna weszła na wyposażenie szkół lotniczych a następnie jednostek liniowych Luftwaffe. Ponieważ osiągi samolotu nie spełniały wymagań lotnictwa bojowego, jeszcze pod koniec 1935 roku podjęto decyzję o zakończeniu produkcji. Ogółem wyprodukowano około 200–210 egzemplarzy Do 23.
Służba liniowa traktowanego od początku jako maszyna przejściowa Dorniera Do 23 trwała tylko kilka miesięcy, do lata 1936 roku. Potem, sukcesywnie zastępowany przez nowocześniejsze bombowce, jak np. Heinkel He 111, był przekazywany do szkół lotniczych, lotnictwa morskiego (jako samolot do wykrywania i zwalczania min) oraz lotniczej służby leśnej.